# Roy Hodgson
Roy Hodgson (Croydon, 9 agosto 1947) è un ex calciatore e allenatore di calcio inglese, di ruolo difensore.
Da allenatore ha conquistato quattro campionati svedesi, due con l'Halmstad (1976, 1979) e due con il Malmö FF (1986, 1988), due Coppe di Svezia sempre con il Malmö FF (1985-1986, 1988-1989), un campionato danese (2000-2001) e una Supercoppa di Danimarca (2001) con il Copenaghen.
Hodgson è stato membro per diverse volte del Comitato di Osservazione Tecnica della FIFA ai campionati europei e, nell'edizione 2006, ai campionati mondiali.

## Carriera

### Giocatore
Hodgson è nato a Croydon ed ha studiato alla John Ruskin Grammar School. Con il Crystal Palace ha sfiorato l'approdo in prima squadra; poi sono seguiti alcuni anni nel calcio non professionistico con i Tonbridge Angels, il Gravesend & Northfleet e il Maidstone Utd (dove ha lavorato come vice-allenatore).

### Allenatore

#### Halmstad
Hodgson cominciò la sua carriera di allenatore nell'Allsvenskan, la massima serie del campionato svedese con l'Halmstad nel 1976. Nella stagione precedente, l'Halmstad aveva evitato a malapena la retrocessione, che quasi tutti gli esperti davano per certa nel primo anno di Hodgson in Svezia. L'Halmstad invece vinse il campionato, in quella che viene tuttora considerata la più grande sorpresa nel calcio svedese. Lo stesso Hodgson sostiene che "la mia impresa più grande è il miracolo compiuto con l'Halmstad". Il tecnico inglese bissò il successo vincendo un altro campionato nel 1979.

#### Bristol City e nuove esperienze in Svezia
Nel 1980 ritornò in patria approdando al Bristol City, ricoprendo prima il ruolo di allenatore in seconda, e guadagnando successivamente quello di allenatore. Successivamente divenne allenatore, per pochissimo tempo, della squadra svedese dell'Oddevold.
Nel 1983 ritornò in Svezia, alla guida dell'Örebro. Nel 1985, passò al Malmö FF, dove vinse la stagione regolare nell'Allsvenskan per 5 volte, 2 titoli nazionali (che all'epoca venivano assegnati tramite play-off) e 2 Coppe di Svezia. In virtù dei numerosi successi, Hogsdon è tuttora molto stimato dai tifosi del Malmö FF, che gli hanno ufficiosamente dedicato una sezione degli spalti nel nuovo Swedbank Stadion: Roy's Hörna, ossia l'Angolo di Roy.
Hodgson riuscì nell'impresa di eliminare l'Inter al primo turno della Coppa dei Campioni 1989-1990, vincendo 1-0 in casa e pareggiando 1-1 a San Siro.

#### Neuchâtel Xamax e Nazionale svizzera
Nel 1990 Hodgson si trasferì in Svizzera, al Neuchâtel Xamax, dove non ottenne successi di rilievo, ma riuscì nell'impresa di sconfiggere squadre blasonate come Celtic e Real Madrid in campo europeo. Hodgson accettò l'incarico di commissario tecnico della Svizzera il 26 gennaio 1992. Andò a sostituire Uli Stielike, che curiosamente sostituì proprio Hodgson alla guida del Neuchatel Xamax.
Stielike era stato il primo allenatore della Nazionale svizzera con un record vincente (13 vittorie in 25 incontri), ma Hodgson centrò la qualificazione alla Coppa del Mondo USA 1994. La Svizzera perse soltanto una partita nel gruppo di qualificazione, che comprendeva Italia e Portogallo. In particolare, gli elvetici strapparono quattro punti all'Italia di Sacchi (che avrebbe poi raggiunto la finale della Coppa del Mondo, perdendo soltanto ai rigori contro il Brasile). Nella partita di andata a Cagliari, la Svizzera si portò in vantaggio per 2-0 e si fece rimontare sul 2-2 negli ultimi 7 minuti della partita. In Svizzera, invece, arrivò una prestigiosa vittoria (1-0).
Per la prima volta dal 1966, la Svizzera disputò quindi la Coppa del Mondo. Nella fase a gruppi, conquistò il secondo posto, accedendo al secondo turno dove fu eliminata dalla Spagna. Sotto la guida di Hodgson, la Svizzera si qualificò facilmente anche per Euro 1996. Il tecnico inglese decise però di abbandonare l'incarico al termine della fase di qualificazione (15 novembre 1995), per dedicarsi a tempo pieno all'Inter, di cui era diventato l'allenatore sin da ottobre.

#### Inter ed esperienze Blackburn e Grasshoppers

Roy Hodgson saluta i tifosi alla sua prima partita da allenatore dell'Inter in Inter-Lazio del 22 ottobre 1995

Prima dell'inizio del campionato europeo, nell'ottobre 1995, Hodgson viene ingaggiato dall'Inter, che allenerà fino alla stagione 1996-1997. Al momento del suo arrivo, venne coinvolto in una piccola querelle con il presidente della Federazione tecnica, Renzo Righetti, che si appellò all'art. 19 del regolamento secondo cui "i tecnici stranieri debbono essere tesserati tra il primo giugno e il 31 luglio". La questione venne risolta imponendo a Hodgson di frequentare per circa tre mesi un corso di abilitazione a Coverciano, che l'allenatore inglese superò con successo il 6 febbraio 1996.
Conduce la squadra nerazzurra alla finale di Coppa UEFA 1996-1997, persa ai tiri di rigore contro lo Schalke 04. Nel 1997 lascia l'Inter per approdare come manager al Blackburn, con cui raggiunge la Coppa UEFA dopo essere stato a lungo in zona Champions League; tuttavia nella stagione successiva viene esonerato con il club che langue in zona retrocessione.
Nel 1999 Moratti lo richiama all'Inter per un breve periodo, dopo il quale Hodgson torna in Svizzera, firmando un contratto annuale con il Grasshoppers.

#### Copenaghen e Udinese
Scaduto il contratto con il Grasshoppers, si trasferisce al Copenaghen vincendo il campionato danese nel 2001. Dopo una sola stagione con la squadra scandinava, fa ritorno in Italia firmando per l'Udinese. Viene esonerato nel dicembre 2001 in seguito ad un'intervista nella quale dichiara di essersi pentito di aver scelto il club friulano, sebbene lo stesso Hodgson neghi di aver affermato ciò davanti alla stampa.

#### Nazionale emiratina
Nel 2002 assume la guida della Nazionale degli Emirati Arabi Uniti, mantenendola fino al 2004, quando viene licenziato dopo la mancata quinta posizione nella Coppa delle Nazioni del Golfo.

#### Viking e Nazionale finlandese
Nel maggio 2004, viene chiamato a guidare il club norvegese del Viking. Durante la sua permanenza, accetta l'incarico di allenatore della Nazionale finlandese, che dovrà guidare alla qualificazione all'Europeo 2008.
Hodgson non riesce a portare la Nazionale finlandese alla qualificazione all'Europeo 2008, finendo quarto nel girone a 24 punti. La squadra ottiene cinque 0-0 in quattordici partite. La Finlandia ebbe una possibilità di qualificazione, benché minima, nell'ultimo turno del girone. Hodgson decide quindi di lasciare l'incarico e di accettare un incarico di rappresentanza all'Inter.

#### Fulham
Nel dicembre 2007 Hodgson accetta l'incarico di manager del Fulham. Dopo una partenza infelice, rappresentata dalle sconfitte con Chelsea, West Ham e Arsenal, Hodgson prende posizione e cede in prestito Steven Davis, precedentemente Giocatore dell'Anno con l'Aston Villa, ai Rangers Glasgow, dove può giocare con più regolarità. La vittoria contro l'Aston Villa rialza notevolmente il morale della squadra. Questa vittoria è seguita da un'altra contro l'Everton, ma da successivi cattivi risultati, come il pareggio con il Derby County e la sconfitta in casa con il Sunderland. La maggioranza del club e una vittoria contro il Reading contribuirono a ridare speranza ai tifosi.
Nonostante la vittoria in rimonta contro il Manchester City, ed il successo casalingo alla penultima giornata contro il Birmingham City, il Fulham riuscì a salvarsi solamente all'ultima giornata di campionato, in casa del Portsmouth, con una rete segnata dal suo capitano Danny Murphy a pochi minuti dalla fine della partita. Per il 2008-2009 Hodgson è stato confermato sulla panchina dei Cottagers, dove raggiunge la settima posizione in classifica valente l'Europa League, nella quale nel 2009-2010 raggiunge la finale, perdendo poi ai supplementari contro l'Atlético Madrid. Questo risultato gli assicura anche in patria quel successo di critica e pubblico che gli era sempre mancato in carriera.

#### Liverpool e West Bromwich Albion
Il 1º luglio 2010 viene chiamato a sedersi sulla panchina del Liverpool, firmando un contratto triennale e succedendo a Rafa Benitez passato alla sua ex squadra, l'Inter. Nonostante ciò, poco dopo la società entrerà in caos per via della seguente ragione: infatti, per il ruolo di tecnico era già stato designato l'allora ambasciatore del club Kenny Dalglish, che però non verrà scelto poiché la società lo ha accusato di essere stato lontano dalla dirigenza per diverso tempo. Dopo la sua nomina da allenatore sono suscitati svariati malcontenti tra i tifosi, che lo accuseranno di mancanza di professionalità a gestire grandi club. Nonostante ciò, debutta in panchina nel pre-campionato in una gara contro il Grasshoppers, sua ex squadra, terminata con un pareggio a reti bianche. La sua prima gara di campionato alla guida dei Reds è stato un pareggio interno contro l'Arsenal. Tuttavia, l'8 gennaio 2011 annuncia la rescissione consensuale del proprio contratto con il club, venendo sostituito da Kenny Dalglish.
L'11 febbraio 2011 accetta la panchina del WBA per sostituire l'esonerato Roberto Di Matteo. Nelle prime sei partite di Premier League, il West Bromwich ha ottenuto ben dodici punti, allontanandosi dalla zona retrocessione. Una delle vittorie è stata conquistata proprio contro il Liverpool, l'ex squadra di Hodgson.

#### Nazionale inglese

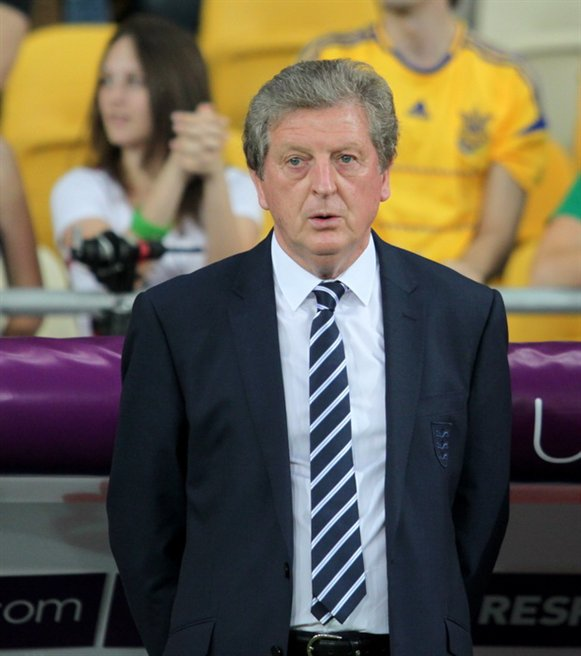
Hodgson durante la partita persa contro l'Italia ad Euro 2012

Nella primavera 2012, alcune settimane prima che l'Europeo abbia inizio, la Football Association lo nomina commissario tecnico della Nazionale: succede in tale ruolo a Fabio Capello, dimessosi nel mese di febbraio. Sotto la sua gestione, la squadra supera il primo turno davanti alla Francia: nei quarti viene però eliminata dall'Italia, cedendo ai rigori. Nell'ottobre 2013 conduce gli inglesi alla qualificazione per il Mondiale 2014, finendo anche al centro dell'attenzione mediatica per presunti commenti a sfondo razzista nei confronti di Andros Townsend: il gesto ha poi portato l'allenatore a scusarsi pubblicamente. Nella fase finale dei Mondiali, l'Inghilterra ha chiuso il raggruppamento in ultima posizione: dopo le sconfitte con gli azzurri e l'Uruguay, i britannici hanno conseguito l'unico punto pareggiando con la Costa Rica.
Durante le eliminatorie per l'Europeo 2016, la Nazionale ottiene 30 punti sui 30 disponibili e subisce appena 3 gol. Il torneo va però in archivio con un'altra delusione, ovvero l'eliminazione negli ottavi contro l'Islanda. Fortemente criticato dalla stampa per le decisioni tattiche, Hodgson rassegna le proprie dimissioni al termine dell'incontro.

#### Crystal Palace e Watford
Il 12 settembre 2017 viene chiamato a sostituire Frank de Boer al Crystal Palace, firmando un biennale con il club londinese. Gli venne affidato il compito di risollevare il rendimento di una squadra che fino a quel momento aveva perso tutte le prime quattro partite della stagione non mettendo a segno nemmeno una rete. Nonostante l'inizio mandato abbastanza negativo, la squadra riuscirà poi ad alzare sempre di più il proprio rendimento arrivando a piazzarsi all'undicesimo posto in campionato, scongiurando la retrocessione: fino a quel momento non era mai capitato che una squadra di Premier League si salvasse perdendo le prime sette gare della stagione. Il 18 maggio 2021 annuncia l'addio al club londinese al termine della stagione dopo aver conquistato quattro salvezze consecutive in Premier.
Il 25 gennaio 2022, dopo l'esonero dell'italiano Claudio Ranieri, viene ingaggiato dal Watford, penultimo in Premier con 14 punti a 2 sole lunghezze dal quartultimo posto. Nel maggio dello stesso anno, con la squadra rimasta al penultimo posto con soli 23 punti, viene annunciato che Hodgson non sarebbe stato l'allenatore del club per l'annata seguente.
Il 21 marzo 2023 viene richiamato dal Crystal Palace, in quel momento 12° in Premier con 27 punti. La sua gara di ritorno è stata una vittoria casalinga per 2-1 contro il Leicester City, che ha sancito la fine di una striscia di 13 gare consecutive senza successi. Termina il campionato all'11º posto avendo messo insieme 18 punti in 10 partite. Il 3 luglio 2023 rinnova il proprio contratto con i rossoblù per un'altra stagione. Il 12 febbraio 2024, con la gara casalinga contro il Chelsea (1-3), collezionerà la sua 200ª partita in panchina con il Crystal Palace. Il 19 febbraio 2024 si dimette dal suo incarico in seguito ad un malore avvertito giorni prima che ha comportato il suo ricovero in ospedale, annunciando di fatto il ritiro dalle attività manageriali.

### Dirigente

#### Melbourne City
Nell'aprile 2017 viene ingaggiato come consulente del Melbourne City, club satellite del Manchester City.

## Statistiche

### Allenatore
Statistiche aggiornate al 19 febbraio 2024.
| Squadra             | Naz.                           | Dal             | Al               | Partite | Partite | Partite | Partite | Partite |
| Squadra             | Naz.                           | Dal             | Al               | G       | V       | N       | P       | %V      |
| ------------------- | ------------------------------ | --------------- | ---------------- | ------- | ------- | ------- | ------- | ------- |
| Halmstad            | Svezia (bandiera)              | luglio 1976     | settembre 1980   | 130     | 52      | 45      | 33      | 40.00   |
| Svizzera            | Svizzera (bandiera)            | 26 gennaio 1992 | 15 novembre 1995 | 41      | 21      | 10      | 10      | 51.22   |
| Emirati Arabi Uniti | Emirati Arabi Uniti (bandiera) | 9 aprile 2002   | 14 gennaio 2004  | 17      | 4       | 6       | 7       | 23.53   |
| Finlandia           | Finlandia (bandiera)           | 16 gennaio 2006 | 30 novembre 2007 | 22      | 6       | 5       | 11      | 27.27   |
| Inghilterra         | Inghilterra (bandiera)         | 15 maggio 2012  | 27 giugno 2016   | 56      | 33      | 15      | 8       | 58.93   |

### Statistiche da allenatore
Statistiche aggiornate al 15 febbraio 2024. In grassetto le competizioni vinte.
| Stagione               | Squadra                | Campionato             | Campionato | Campionato | Campionato | Campionato | Coppe nazionali | Coppe nazionali | Coppe nazionali | Coppe nazionali | Coppe nazionali | Coppe continentali | Coppe continentali | Coppe continentali | Coppe continentali | Coppe continentali | Altre coppe | Altre coppe | Altre coppe | Altre coppe | Altre coppe | Totale | Totale | Totale | Totale | % Vittorie | Piazzamento               |
| Stagione               | Squadra                | Comp                   | G          | V          | N          | P          | Comp            | G               | V               | N               | P               | Comp               | G                  | V                  | N                  | P                  | Comp        | G           | V           | N           | P           | G      | V      | N      | P      | %          | Piazzamento               |
| ---------------------- | ---------------------- | ---------------------- | ---------- | ---------- | ---------- | ---------- | --------------- | --------------- | --------------- | --------------- | --------------- | ------------------ | ------------------ | ------------------ | ------------------ | ------------------ | ----------- | ----------- | ----------- | ----------- | ----------- | ------ | ------ | ------ | ------ | ---------- | ------------------------- |
| gen.-apr. 1982         | Bristol City           | TD                     | 20         | 3          | 5          | 12         | FACup+CdL       | 1+0             | 0               | 0               | 1               | -                  | -                  | -                  | -                  | -                  | -           | -           | -           | -           | -           | 21     | 3      | 5      | 13     | 14,29      | Sub., Eson.               |
| 1983                   | Örebro                 | D2                     | 22         | 10         | 7          | 5          | CS              | ?               | ?               | ?               | ?               | -                  | -                  | -                  | -                  | -                  | -           | -           | -           | -           | -           | 0      | 0      | 0      | 0      | —          | 3º                        |
| 1984                   | Örebro                 | D2                     | 26         | 14         | 5          | 4          | CS              | ?               | ?               | ?               | ?               | -                  | -                  | -                  | -                  | -                  | -           | -           | -           | -           | -           | 0      | 0      | 0      | 0      | —          | 1º (prom.)                |
| Totale Örebro          | Totale Örebro          | Totale Örebro          | 48         | 24         | 12         | 9          |                 | -               | -               | -               | -               |                    | -                  | -                  | -                  | -                  |             | -           | -           | -           | -           | 0      | 0      | 0      | 0      | —          |                           |
| 1985                   | Malmö FF               | A                      | 22+2       | 11+0       | 8+0        | 3+2        | CS              | ?               | ?               | ?               | ?               | CU                 | 2                  | 1                  | 0                  | 1                  | -           | -           | -           | -           | -           | 0      | 0      | 0      | 0      | —          | 1º                        |
| 1986                   | Malmö FF               | A                      | 22+4       | 16+1       | 5+2        | 1+1        | CS              | ?               | ?               | ?               | ?               | CdC                | 7                  | 3                  | 2                  | 2                  | -           | -           | -           | -           | -           | 0      | 0      | 0      | 0      | —          | 1º                        |
| 1987                   | Malmö FF               | A                      | 22+4       | 14+3       | 6+0        | 2+1        | CS              | ?               | ?               | ?               | ?               | CC                 | 2                  | 0                  | 1                  | 1                  | -           | -           | -           | -           | -           | 0      | 0      | 0      | 0      | —          | 1º                        |
| 1988                   | Malmö FF               | A                      | 22+4       | 15+3       | 2+1        | 5+0        | CS              | ?               | ?               | ?               | ?               | CU                 | 4                  | 1                  | 1                  | 2                  | -           | -           | -           | -           | -           | 0      | 0      | 0      | 0      | —          | 1º                        |
| 1989                   | Malmö FF               | A                      | 22+5       | 12+2       | 7+2        | 3+1        | CS              | ?               | ?               | ?               | ?               | CC                 | 4                  | 1                  | 2                  | 1                  | -           | -           | -           | -           | -           | 0      | 0      | 0      | 0      | —          | 1º                        |
| Totale Malmö FF        | Totale Malmö FF        | Totale Malmö FF        | 110+19     | 68+9       | 28+5       | 14+5       |                 | ?               | ?               | ?               | ?               |                    | 19                 | 6                  | 6                  | 7                  |             | -           | -           | -           | -           | 0      | 0      | 0      | 0      | —          |                           |
| 1990-1991              | Neuchâtel Xamax        | LNA                    | 36         | 13         | 16         | 7          | CS              | 3               | 2               | 0               | 1               | CdC                | 2                  | 0                  | 2                  | 0                  | SS          | 1           | 0           | 1           | 0           | 42     | 15     | 19     | 8      | 35,71      | 3º                        |
| lug.-dic. 1991         | Neuchâtel Xamax        | LNA                    | 17         | 7          | 3          | 7          | CS              | 2               | 1               | 1               | 0               | CU                 | 6                  | 3                  | 1                  | 2                  | -           | -           | -           | -           | -           | 25     | 11     | 5      | 9      | 44,00      | Eson.                     |
| Totale Neuchâtel Xamax | Totale Neuchâtel Xamax | Totale Neuchâtel Xamax | 53         | 20         | 19         | 14         |                 | 5               | 3               | 1               | 1               |                    | 8                  | 3                  | 3                  | 2                  |             | 1           | 0           | 1           | 0           | 67     | 26     | 24     | 17     | 38,81      |                           |
| nov. 1995-1996         | Inter                  | A                      | 25         | 13         | 4          | 8          | CI              | 4               | 1               | 1               | 2               | CU                 | -                  | -                  | -                  | -                  | -           | -           | -           | -           | -           | 29     | 14     | 5      | 10     | 48,28      | Sub. 7º                   |
| 1996-mag. 1997         | Inter                  | A                      | 32         | 14         | 13         | 5          | CI              | 7               | 3               | 4               | 0               | CU                 | 12                 | 7                  | 3                  | 2                  | -           | -           | -           | -           | -           | 51     | 24     | 20     | 7      | 47,06      | 3^-Dimis. dopo 32’ giorn. |
| 1997-1998              | Blackburn              | PL                     | 38         | 16         | 10         | 12         | FACup+CdL       | 4+3             | 2+1             | 2+0             | 0+2             | -                  | -                  | -                  | -                  | -                  | -           | -           | -           | -           | -           | 45     | 19     | 12     | 14     | 42,22      | 6º                        |
| lug-nov. 1998          | Blackburn              | PL                     | 14         | 2          | 3          | 9          | FACup+CdL       | 0+3             | 2               | 0               | 1               | CU                 | 2                  | 0                  | 1                  | 1                  | -           | -           | -           | -           | -           | 19     | 4      | 4      | 11     | 21,05      | Eson.                     |
| Totale Blackburn       | Totale Blackburn       | Totale Blackburn       | 52         | 18         | 13         | 21         |                 | 10              | 5               | 2               | 3               |                    | 2                  | 0                  | 1                  | 1                  |             | -           | -           | -           | -           | 64     | 23     | 16     | 25     | 35,94      |                           |
| mag.-giu. 1999         | Inter                  | A                      | 4          | 2          | 0          | 2          | CI              | 2               | 0               | 0               | 2               | UCL                | -                  | -                  | -                  | -                  | -           | -           | -           | -           | -           | 6      | 2      | 0      | 4      | 33,33      | Sub. 8º                   |
| Totale Inter           | Totale Inter           | Totale Inter           | 61         | 29         | 17         | 15         |                 | 13              | 4               | 5               | 4               |                    | 12                 | 7                  | 3                  | 2                  | -           | -           | -           | -           | -           | 86     | 40     | 25     | 21     | 46,51      |                           |
| 1999-2000              | Grasshoppers           | LNA                    | 36         | 14         | 12         | 10         | CS              | 2               | 1               | 0               | 1               | CU                 | 6                  | 3                  | 1                  | 2                  | -           | -           | -           | -           | -           | 44     | 18     | 13     | 13     | 40,91      | 4º                        |
| 2000-2001              | Copenaghen             | SL                     | 33         | 17         | 12         | 4          | CD              | 5               | 3               | 1               | 1               | -                  | -                  | -                  | -                  | -                  | -           | -           | -           | -           | -           | 38     | 20     | 13     | 5      | 52,63      | 1º                        |
| lug.-dic. 2001         | Udinese                | A                      | 14         | 6          | 3          | 5          | CI              | 4               | 2               | 2               | 0               | -                  | -                  | -                  | -                  | -                  | -           | -           | -           | -           | -           | 18     | 8      | 5      | 5      | 44,44      | Eson.                     |
| lug.-ott. 2004         | Viking                 | ES                     | 12         | 4          | 5          | 3          | CN              | -               | -               | -               | -               | -                  | -                  | -                  | -                  | -                  | -           | -           | -           | -           | -           | 12     | 4      | 5      | 3      | 33,33      | Sub. 9º                   |
| 2005                   | Viking                 | ES                     | 26         | 12         | 5          | 9          | CN              | 4               | 3               | 0               | 1               | CU                 | 10                 | 6                  | 1                  | 3                  | -           | -           | -           | -           | -           | 40     | 21     | 6      | 13     | 52,50      | 5º                        |
| Totale Viking          | Totale Viking          | Totale Viking          | 38         | 16         | 10         | 12         |                 | 4               | 3               | 0               | 1               |                    | 10                 | 6                  | 1                  | 3                  | -           | -           | -           | -           | -           | 52     | 25     | 11     | 16     | 48,08      |                           |
| dic. 2007-2008         | Fulham                 | PL                     | 19         | 6          | 4          | 9          | FACup+CdL       | 2+0             | 0               | 1               | 1               | -                  | -                  | -                  | -                  | -                  | -           | -           | -           | -           | -           | 21     | 6      | 5      | 10     | 28,57      | Sub. 17º                  |
| 2008-2009              | Fulham                 | PL                     | 38         | 14         | 11         | 13         | FACup+CdL       | 5+2             | 3+1             | 1+0             | 1+1             | -                  | -                  | -                  | -                  | -                  | -           | -           | -           | -           | -           | 45     | 18     | 12     | 15     | 40,00      | 7º                        |
| 2009-2010              | Fulham                 | PL                     | 38         | 12         | 10         | 16         | FACup+CdL       | 5+1             | 3+0             | 1+0             | 1+1             | UEL                | 19                 | 11                 | 4                  | 4                  | -           | -           | -           | -           | -           | 63     | 26     | 15     | 22     | 41,27      | 12º                       |
| Totale Fulham          | Totale Fulham          | Totale Fulham          | 95         | 32         | 25         | 38         |                 | 15              | 7               | 3               | 5               |                    | 19                 | 11                 | 4                  | 4                  | -           | -           | -           | -           | -           | 129    | 50     | 32     | 47     | 38,76      |                           |
| 2010-gen. 2011         | Liverpool              | PL                     | 22         | 9          | 4          | 9          | FACup+CdL       | 0+1             | 0               | 0               | 1               | UEL                | 10                 | 6                  | 4                  | 0                  | -           | -           | -           | -           |             | 33     | 15     | 8      | 10     | 45,45      | Eson.                     |
| feb.-giu. 2011         | West Bromwich          | PL                     | 13         | 5          | 6          | 2          | FACup+CdL       | -               | -               | -               | -               | -                  | -                  | -                  | -                  | -                  | -           | -           | -           | -           |             | 13     | 5      | 6      | 2      | 38,46      | Sub. 11º                  |
| 2011-2012              | West Bromwich          | PL                     | 38         | 13         | 8          | 17         | FACup+CdL       | 2+2             | 1+1             | 0+0             | 1+1             | -                  | -                  | -                  | -                  | -                  | -           | -           | -           | -           |             | 42     | 15     | 8      | 19     | 35,71      | 10º                       |
| Totale West Bromwich   | Totale West Bromwich   | Totale West Bromwich   | 51         | 18         | 14         | 19         |                 | 4               | 2               | 0               | 2               |                    | -                  | -                  | -                  | -                  |             | -           | -           | -           | -           | 55     | 20     | 14     | 21     | 36,36      |                           |
| set. 2017-2018         | Crystal Palace         | PL                     | 34         | 11         | 11         | 12         | FACup+CdL       | 1+2             | 0+1             | 0+0             | 1+1             | -                  | -                  | -                  | -                  | -                  | -           | -           | -           | -           |             | 37     | 12     | 11     | 14     | 32,43      | Sub. 11º                  |
| 2018-2019              | Crystal Palace         | PL                     | 38         | 13         | 6          | 19         | FACup+CdL       | 4+3             | 3+2             | 0+0             | 1+1             | -                  | -                  | -                  | -                  | -                  | -           | -           | -           | -           |             | 45     | 18     | 6      | 21     | 40,00      | 12º                       |
| 2019-2020              | Crystal Palace         | PL                     | 38         | 11         | 10         | 17         | FACup+CdL       | 1+1             | 0+0             | 0+1             | 1+0             | -                  | -                  | -                  | -                  | -                  | -           | -           | -           | -           |             | 40     | 11     | 11     | 18     | 27,50      | 14º                       |
| 2020-2021              | Crystal Palace         | PL                     | 38         | 12         | 8          | 18         | FACup+CdL       | 1+1             | 0+0             | 0+1             | 1+0             | -                  | -                  | -                  | -                  | -                  | -           | -           | -           | -           |             | 40     | 12     | 9      | 19     | 30,00      | 14º                       |
| gen.-giu. 2022         | Watford                | PL                     | 14         | 2          | 2          | 10         | FACup+CdL       | -               | -               | -               | -               | -                  | -                  | -                  | -                  | -                  | -           | -           | -           | -           | -           | 14     | 2      | 2      | 10     | 14,29      | Sub. 19° (retr.)          |
| mar.-giu. 2023         | Crystal Palace         | PL                     | 10         | 5          | 3          | 2          | FACup+CdL       | 0+0             | 0+0             | 0+0             | 0+0             | -                  | -                  | -                  | -                  | -                  | -           | -           | -           | -           |             | 10     | 5      | 3      | 2      | 50,00      | Sub. 11°                  |
| 2023-feb. 2024         | Crystal Palace         | PL                     | 24         | 6          | 6          | 12         | FACup+CdL       | 2+2             | 0+1             | 1+0             | 1+1             | -                  | -                  | -                  | -                  | -                  | -           | -           | -           | -           | -           | 28     | 7      | 7      | 14     | 25,00      | Dimis.                    |
| Totale Crystal Palace  | Totale Crystal Palace  | Totale Crystal Palace  | 182        | 58         | 44         | 80         |                 | 18              | 7               | 3               | 8               |                    | -                  | -                  | -                  | -                  |             | -           | -           | -           | -           | 199    | 65     | 47     | 87     | 32,66      |                           |
| Totale carriera        | Totale carriera        | Totale carriera        | 808        | 343        | 226        | 241        |                 | 92              | 37              | 17              | 38              |                    | 86                 | 42                 | 19                 | 25                 |             | 1           | 0           | 1           | 0           | 988    | 422    | 263    | 304    | 42,71      |                           |

## Palmarès

### Allenatore

#### Competizioni nazionali
- Division 2 (Svezia): 1

Örebro: 1984
- Campionato svedese: 4

Halmstad: 1976, 1979
Malmö FF: 1986, 1988
- Coppa di Svezia: 2

Malmö FF: 1985-1986, 1988-1989
- Supercoppa di Svizzera: 1

Neuchâtel Xamax: 1990
- Campionato danese: 1

Copenaghen: 2000-2001
- Supercoppa di Danimarca: 1

Copenaghen: 2001